# Polyrhachis dahlii
Polyrhachis dahlii är en myrart som beskrevs av Auguste-Henri Forel 1901. Polyrhachis dahlii ingår i släktet Polyrhachis och familjen myror.

## Underarter
Arten delas in i följande underarter:
- P. d. cincta
- P. d. dahlii
- P. d. unisculpta